# مايك غيبون
مايك غيبون (بالإنجليزية: Mike Gibbon)‏ هو مخرج بريطاني، ولد في 27 يناير 1942.

## وصلات خارجية
- مايك غيبون على موقع IMDb (الإنجليزية)
- مايك غيبون على موقع قاعدة بيانات الفيلم (الإنجليزية)